# Comunitat educativa
La comunitat educativa és un espai tancat amb l'única col·laboració dels docents, els alumnes i els pares. Avui dia, és un terme ampli que posseeix diverses definicions i interpretacions, tals com: "conjunt de persones que formen part, influeixen i que són afectades per un entorn educatiu" o, també, "escenari obert a l'espai públic local, que inclou com agents d'ensenyament i aprenentatge a l'escola, els discents, els docents, les famílies, l'església, clubs, organitzacions de veïns, biblioteques, organitzacions productives, amb l'objectiu de construir un projecte educatiu i cultural que parteixi de les necessitats i possibilitats de la comunitat".
El conjunt de definicions, si s'engloben, permeten descriure-la com un col·lectiu institucional format per diversos agents com pares, alumnes i professors i la participació i compromís d'aquests amb l'únic objectiu comú d'educar. Cadascun d'ells té funcions, responsabilitats, drets i deures que ha de respectar al llarg del curs escolar.
Aquesta comunitat es troba en tots els centres educatius amb la finalitat d'elaborar el projecte educatiu del centre mitjançant el plantejament d'uns objectius comuns, la creació d'un clima adequat de convivència i confiança, el manteniment d'una actitud de tolerància, flexibilitat i respecte mutu i l'ús de la comunicació com a assignatura pendent. És imprescindible també adoptar una visió de futur; mantenir un desig continu de saber i recolzar-se i confiar en el que funciona i dona bons resultats.
La missió fonamental d'aquesta comunitat és, sintèticament, facilitar als centres educatius la funció d'educar mitjançant la seva implicació en el procés educatiu dels alumnes.

## Etimologia
Tal com recull el diccionari.cat, producte cultural d'Enciclopèdia Catalana, el terme "comunitat educativa" està compost per "comunitat" (s. XIV), que prové del substantiu llatí communĭtas i per "educativa" (s.XVII), formació culta analògica sobre la base del llatí educatusa i participi de educare.
Pel que fa al mot "comunitat" fa referència a "qualitat de comú", "reunió dels qui viuen en comú" o "grup social generalment caracteritzat per un vincle territorial i de convivència o per una afinitat d'interessos i de conviccions ideològiques" i quant a la paraula "educativa" ve a dir "relatiu o pertanyent a l'educació" o "que educa, que serveix per a educar".
Així doncs, a grans trets i d'acord amb la Federació d'Associacions de mares i Pares d'Alumnes de Catalunya (FAPAC)es pot dir que una comunitat educativa és un grup de persones implicat en el procés educatiu dels i les alumnes amb l'objectiu no solament d'impartir coneixements sinó de l'educació integral dels discents.

## Característiques

### Origen i Història
La comunitat educativa va néixer per fomentar la nova participació activa de la família en l'educació, ja que aquesta es trobava enmig de contrastos davant els quals se sentia sobrepassada i es preguntava com respondre a les demandes dels seus fills que estaven fora dels esquemes de les seves pròpies experiències i vivències. Per aquest motiu no podien promoure aquesta participació sense tenir en compte la feina de professionals com els pedagogs, els educadors socials, i els mestres o educadors. En definitiva, la família es trobava buscant nous pilars on assentar una nova identitat. Per consegüent, l'objectiu principal d'aquesta aportació és crear un espai de reflexió sobre la necessitat de prendre consciència de la importància de la formació en Educació Familiar.
Aquesta època presentava un nivell d'exigències a l'educació familiar i escolar que reclamava la preparació i formació d'un nou estil educador basat en un aprenentatge per viure en comunitat, en la qual pares i professors estan cridats a respondre amb el compromís de participar en aquesta tasca comuna, cadascun des del seu àmbit de coneixement i experiència per atendre les necessitats afectives, cognitives i socials dels nens i tots els implicats en la comunitat educativa i així garantir el desenvolupament integral dels infants.
No és molta la informació a l'abast que ens pugui parlar sobre com va sorgir la comunitat educativa o quina ha estat la seva evolució però si que podem saber de la seva existència gràcies a llibres com Poema Pedagógico d'Anton Semionovich Makarenko, datat entre 1925 i 1935, on aquesta comunitat es troba representada en la col·lectivitat del grup de joves de la seva colònia. En una de les pàgines del seu llibre parla dels seus alumnes de la següent manera: "Era una comunidad efectiva, era la unidad del movimiento y el trabajo, de la responsabilidad y la ayuda, era la unidad de la tradición."
Per altra banda, base de dades com Web of Science (WOS) utilitzen o defineixen aquest concepte relacionant-lo en estudis o pràctiques educatives com propostes en educació o recerques amb l'objectiu de trobar una educació eficient. Uns dels exemples sobre aquest ús del terme comunitat educativa sería "Comprensió del paper que juguen els pares, la cultura i el currículum escolar en la socialització de joves dones en temes de salut sexual al sud rural de les comunitats africanes" o "Qüestions pràctiques de les idees educatives de Martin Luther per a l'educació d'unificació de les esglésies coreanes" .

## Membres de la comunitat educativa

### Participants
Com s'ha esmentat anteriorment, són moltes les persones que podem trobar dins la comunitat educativa, ja sigui participant-hi de manera directa o indirecta. Aquests agents implicats són:
- Famílies: Aquestes tenen una relació directa amb els professors i alumnes,[10] però tenen poca presència dintre el centre educatiu. La seva funció és molt important, ja que són els que s'encarreguen dels alumnes la major part del temps. És per això que es podria dir que entre els alumnes, professors, i famílies es crea un projecte en comú.[11]

- Alumnes: Són un agent intern de la comunitat educativa i evidentment molt important dins d'aquesta. Són els destinataris i beneficiaris de l'educació del centre. Els alumnes participen activament en la vida del centre i de la seva organització, bé a través dels seus delegats o bé a través del seu representant en el Consell Escolar, on també es compta amb la seva opinió.[11] Aquests han de tenir una situació de veritables interessos comuns, i és important que siguin capaços de cooperar de manera activa per tal de poder treballar d'una manera eficaç i còmoda. Aquests són qui donen sentit a l'existència dels centres educatius, ja que sense ells aquest no tindrien una funció específica.

- Equip directiu: Aquest s'encarrega de dirigir el centre i elabora el pla que configura el tipus d'educació. Promou i sustenta la constant vitalitat de la comunitat educativa i garanteix la fidelitat dels principis que informen aquest caràcter propi.[11] És el llaç de connexió amb altres branques de la comunitat educativa i proporciona als pares els recursos necessaris perquè puguin efectuar la tasca d'educador en la família i així educar als seus fills des d'un altre punt de vista més social.

Dins l'equip directiu hi podem trobar el director, que s'ocupa de l'organització, la representació i la gestió del centre escolar, el cap d'estudis, que assumeix més pedagògic en l'equip directiu, i el secretari o secretaria, que s'encarrega en part de la gestió i arxius del centre..
- Professorat: Els professors són uns dels principals participants de la comunitat educativa. Aquests tenen una funció molt important, que consisteix a intentar dinamitzar la vida dels centres, oferir tutories i exemple, preparar les classes pels seus alumnes, col·laborar en la gestió del centre i motivar i assessorar els alumnes i les seves famílies durant el seu camí educatiu, per tal d'animar-los a formar el seu futur amb una bona base i coneixements. Els alumnes han de passar molt de temps amb aquest agent, ja que són com els seus guies, i és important que els professors siguin capaços de captar l'atenció dels alumnes i en alguns casos ajudant-los en el seu desenvolupament perquè la tutoria i orientació formen part de la seva funció.

És per això que cada alumne tindrà un professor assignat pel director, com a proposta del cap d'estudis que coordina el treball de tots.
El claustre de professors és presidit pel director i estarà integrat per tots els professors que es troben en el centre en aquell moment.
- El personal auxiliar, d'administració i serveis: Aquest agent passa molt desapercebut pel fet de no tenir la mateixa importància que els altres agents, però, tot i això, no deixa de fer una funció molt important dins aquesta comunitat, ja que fa una feina molt silenciosa i eficaç[10] la qual ens ajuda a tots nosaltres, en el dia a dia, dins dels centres.

Dins d'aquest agent podem trobar-hi administració, el conserge, el menjador, el servei de neteja i manteniment...
- Consell escolar: És l'òrgan col·legiat de govern, mitjançant el qual participa la comunitat educativa en el govern del nostre centre sostingut amb fons públics. Les seves funcions són: Aprovar i avaluar el Pla de Centre i el Projecte Educatiu, conèixer les candidatures a la direcció i els projectes de direcció presentats, participar en la selecció del director o directora del centre, vetllar per la resolució de conflictes, la transparència en el procés d'admissió d'alumnes, etc. i analitzar i avaluar l'activitat general de l'institut en els aspectes administratius i docents.

Dins el consell escolar també hi podem trobar l'Associació de Mares i Pares d'Alumnes, associació on els pares participen en les activitats, que ofereix el centre, de diverses maneres, ja sigui individualment, fent visites i suggeriments, en grup fent ús de l'Associació de Pares i Mares que hi ha al centre o institucionalment amb els representants que tenen dins el Consell Escolar. L'Associació de Pares i Mares participa de manera activa al centre, organitzant activitats, contribuint amb les seves subvencions a les sortides, etc. Igualment, els pares es troben dins el Consell escolar. Allí realitzen tasques pròpies d'aquest organisme com aprovar el pla general i la memòria anual, aprovar els comptes del centre, aprovar les activitats extraescolars, l'elecció de director... i moltes altres tasques que la normativa els encomana.

### Funcions
L'objectiu principal de la comunitat educativa és realitzar un projecte educatiu de més qualitat per obtenir el millor resultat, sorgit de la realitat social i les expectatives de la societat, els quals garanteixin la identitat social. La comunitat educativa te la funció de, fomentar el benestar dels estudiants al igual que les activitats que pretenen millorar la qualitat de l'educació donada al centre. De la mateixa manera, vol desenvolupar les escoles de manera econòmica i estructural, i així poder aconseguir uns nivells de complexitat i responsabilitat més bons.
Unes altres funcions que porta a terme la Comunitat Educativa són:
- Millorar el domini sobre els serveis educatius i les contribucions que se li facin a les institucions educatives, utilitzant un seguit d'associacions del pressupost nacional o les donacions que provenen de tercers.
- Fomentar la col·laboració entre els participants de la comunitat educativa i impulsar i consolidar totes les activitats relacionades amb l'àmbit de la comunitat.
- Contribuir en la realització dels objectius proposats en la Llei Orgànica d'Educació i el seu reglament.
- Promoure i desenvolupar, conjuntament amb els altres participants de la comunitat educativa, una serie d'activitats que puguin millorar de manera positiva l'adquisició dels objectius de l'Educació.
- Cercar un seguit d'idees i activitats que ajudin a millorar d'una forma favorable, la qualitat i comoditat dels alumnes.
- Contribuir en l'administració i promoció d'activitats, que ajudin als membres de la comunitat educativa a elevar el nivell de cultural, moral, artístic i esportiu.
- Augmentar el desenvolupament comú.
- Fomentar la convivència social.

### Principis i Objectius
La comunitat educativa, com qualsevol institució, es regeix també per uns principis i per la definició d'uns objectius a assolir. Aquests es podrien determinar de la següent manera:
- Que l'alumne adquireixi una educació en la qual es vol desenvolupar totes les qualitats, capacitats, possibilitats…
- Aconseguir una cooperació entre els membres de la mateixa comunitat educativa.
- Preocupar-se pel benestar dels estudiants i també promoure les activitats buscant una millora de la qualitat de l'educació.
- Exercir un control sobre els serveis educatius i les aportacions de les institucions educatives siguin financeres o no.
- Treballar amb les autoritats els diferents punts de vista del procés educatiu.
- Buscar una participació de la família, la comunitat i altres institucions dins el procés educatiu.
- Utilitzar els mitjans de comunicació social com a via per al desenvolupament del progrés educatiu i el millorament de les comunitats.
- Plantar en els alumnes sentiments de respecte, confraternitat, cooperació, solidaritat per als seus educadors, companys i altres integrants de la comunitat.
- Cooperació amb els serveis educatius i vetllar pel seu bon funcionament.
- Convocar a reunions extraordinàries als membres que integren la comunitat, quan hi hagi circumstàncies que així ho requereixin.
- Elaborar un reglament intern, segons les normes legals establertes.
- Orientar i coordinar l'elaboració de projectes de reglaments interns dels òrgans de la comunitat educativa.
- Vetllar perquè es compleix el principi de participació.
- Promoure i participar en programes que beneficiïn els interessos de la comunitat on aquest situat el planter.
- Conèixer del procés d'avaluació de l'actuació general de l'alumne.
- Servir d'instància de conciliació quan es presentin desavinences en els òrgans de la Comunitat Educativa.
- La missió de les Comunitats Educatives és enfortir els vincles Escola - Família - Comunitat.
- Brindar als educands l'educació que correspon als seus respectius nivells.
- Educar en el respecte dels drets humans.
- Proposar i desenvolupar interrelacions de benestar.

### Comunitat educativa del s.XXI
Com ha de ser el perfil del docent d'avui dia? I el paper dels pares? I com han d'actuar els /les alumnes? Aquestes qüestions es poden resoldre establint relacions amb el currículum competencial a l'aula en base tant al Decret 119/2015, de 23 de juny, d'ordenació dels ensenyaments de l'educació primària com el Decret 187/2015, de 25 d'agost, d'ordenació dels ensenyaments de l'educació secundària obligatòria.
L'equip docent ha de ser un espai de col·laboració, de reflexió pedagògica i d'aprenentatge mutu i ha de fomentar en els infants la iniciativa, la curiositat, l'esperit crític, la creativitat i el gust per aprendre. Han d'afavorir també que tots els alumnes aprenguin més i millor i de forma equitativa, potenciar el treball per competències, consolidar un sistema educatiu inclusiu i desenvolupar l'acció tutorial per contribuir el creixement personal de cada alumne. A més a més hauran de prioritzar els coneixements bàsics i afavorir l'autonomia en l'aprenentatge. Així doncs els coneixements s'han de caracteritzar per ser transferibles, significatius i permanents, productius i funcionals per, d'aquesta manera, preparar els alumnes com a futurs ciutadans d'un món en constant canvi.
Encara més, les decisions educatives s'han de centrar en l'alumne i les seves necessitats i interessos, han d'utilitzar estratègies de treball cooperatiu per així també flexibilitzar el context d'aprenentatge i minimitzar les barreres d'accés a aquest.
Per tot això, els centres s'han de caracteritzar per gaudir de certa autonomia tant pedagògica com organitzativa.
Els alumnes, en canvi, han de ser els protagonistes del seu aprenentatge i, al mateix temps, capaços d'adquirir coneixements de la forma més autònoma possible, comprendre'ls i aplicar-los sobre la realitat. El seu paper és donar el màxim dins les seves possibilitats i tractar d'identificar el que han après i les seves dificultats. Endemés han d'estar disposats a indagar, fer activitats de recerca i treballar en equip. A més, la comunicació ha d'estar basada en tot moment en el respecte.
I per acabar però no menys important, els pares com a primers educadors tenen una funció molt important en el procés d'aprenentatge dels infants, la d'implicar-se en el seguiment de l'evolució acadèmica i personal dels seus fills i la participació en el funcionament del centre. Encara més, es tracta d'establir un pont de confiança entre pares i educadors que els converteixi en interlocutors i així els continguts treballats a l'escola, per exemple, es puguin veure reforçats a casa en forma de valors tal com recull el Projecte Escola i Família.

## Sistema educatiu

### Comunitat educativa i comunitat escolar
Sovint s'acostuma a confondre ambdós termes, comunitat educativa i comunitat escolar, i tractar-los erròniament com a sinònims. Quan parlem de comunitat educativa ens estem referint a la comunitat escolar? Doncs no, tal com diu el Projecte de Llei d'Educació de Catalunya, títol III, article 19 "La comunitat educativa està formada per les persones i institucions que intervenen en el procés educatiu. La comunitat escolar està inclosa en la comunitat educativa."
S'ha de tenir clar que quan parlem de comunitat educativa ens estem referint a totes les persones, grups, entitats i serveis implicats en la tasca educativa, fem referència a tot l'entorn. En canvi, quan parlem de comunitat escolar només comptem amb els aspectes relacionats amb l'escola i l'àmbit escolar.

### Legislació
«L'educació és l'arma més poderosa per canviar el món» (Nelson Mandela, 2003). Com bé deia aquest advocat, activista, polític i filantrop sud-africà, l'educació és l'eina fonamental per transformar el món que vivim. La reforma educativa va lligada a la política i als interessos de qui està al poder i com a mostra tenim que en cada canvi de govern la primera cosa que s'ha modificat respecte a l'anterior ha estat l'educació.
Des de les acaballes del Franquisme són moltes les lleis i les reformes que s'han donat en l'àmbit de l'educació. Concretament s'han viscut 7 reformes en l'educació en un període tan sols de 35 anys; començant per la Llei General d'Educació (LGE) l'any 1970 i acabant per la Llei Orgànica per a la Millora de la Qualitat Educativa (LOMQE, o LOMCE en castellà), l'any 2013.
S'han fet i es fan molts esforços a molts nivells per democratitzar l'accés a l'educació per a tots i al llarg de la vida, passant per l'aparició de diverses lleis com la LOECE (1980), la LODE (1985), la LOGSE (1992), la LOPEG (1995), la LOCE (2003) i la LOE (2006) que evidencien clarament que és necessari repensar i recuperar l'educació, és urgent un consens polític i una reforma educativa general i definitiva que vegi l'educació com un bé en si mateixa, molt més enllà dels interessos econòmics i polítics particulars i que respecti tots i cadascun dels articles dels drets humans, sobretot l'article 26 que diu així "Tota persona té dret a l'educació".

#### Lleis catalanes
La LEC, Identificada com Llei 12/2009, del 10 de juliol, d'educació (DOGC 16 de juliol; entrada en vigor dia 17 de juliol de 2009) l'última i més recent llei promulgada i situada en el context de la Conferència Nacional d'Educació (2002), el Pacte Nacional per l'Educació (2006) i l'Estatut d'Autonomia de Catalunya de 2006 estableix el Servei d'Educació de Catalunya i la carta de compromís educatiu. A més a més, aquesta llei d'abast integral aposta per la millora de l'èxit escolar, estableix mecanismes comuns a tots els centres per assolir una escolarització equilibrada i defensa una avaluació constant dels centres, entre altres característiques.
Tot seguit, la LEC distingeix la comunitat educativa de la comunitat escolar, definint la primera com un grup de persones format per alumnes, pares i mares, professors i altres professionals educatius en el centre, PAS, representants municipals, titulars dels centres privats, administració educativa, administració local, altres agents territorials, socials, etc. i la segona únicament com alumnes, pares i mares, professorat i professionals educatius del centre, PAS, representants municipals i titulars dels centres privats.
Un altre punt és la carta de compromís que s'ha comentat inicialment, document que potencia la participació i la implicació de les famílies i facilita la coherència i cohesió entre l'educació a l'àmbit familiar i l'escolar.

#### Lleis espanyoles
En canvi la LOMQE (Llei Orgànica per a la Millora de la Qualitat Educativa), llei vigent actualment, identificada com Llei Orgànica 8/2013, de 9 de desembre, per a la millora de la qualitat educativa és característica per trets molt diferents com la primacia del castellà, la centralització de l'estat, la importància de la religió, l'existència de revàlides i avaluacions contínues, la segregació de l'alumnat tant per nivell (podent accedir a un FP a l'edat de15 anys) com per sexe, defensa una escola menys participativa i participada (en aquest cas tant la comunitat escolar com la comunitat educativa perden la força que tenien per a la presa de decisions i organitzacions i passen a ser únicament lloc de consulta), reforç del paper del director (membre escollit pel govern), canvien les condicions dels funcionaris (augmenten també l'horari lectiu i la ràtio d'alumnes per aula) i menys participació de les famílies.